# Phrynium simplex
Phrynium simplex är en strimbladsväxtart som först beskrevs av Adolph Daniel Edward Elmer, och fick sitt nu gällande namn av Piyakaset Suksathan och Finn Borchsenius. Phrynium simplex ingår i släktet Phrynium och familjen strimbladsväxter. Inga underarter finns listade.